# Mafia Mamma
Mafia Mamma ist eine US-amerikanisch-italienisch-britische Filmkomödie aus dem Jahr 2023 von Catherine Hardwicke.

## Handlung
Kristin ist Angestellte im Marketing eines Kosmetikunternehmens und steckt in einer Midlife-Crisis: Ihr einziger Sohn Domenick ist gerade ausgezogen, um auf das College zu gehen, ihren Mann Paul erwischt sie beim Sex mit einer jüngeren Frau im Keller ihres Hauses, und ihre Vorgesetzten in der Firma behandeln sie respektlos. Völlig unerwartet erhält sie einen Anruf von einer Frau namens Bianca aus Italien, die sich als entfernte Verwandte vorstellt und Kristin mitteilt, dass ihr einziger lebender Verwandter, ihr Großvater, gestorben sei und dass sie bei seiner Beerdigung und der Verlesung seines Testaments anwesend sein müsse.
Jenny, Kristins Freundin, überzeugt sie, dass eine Reise nach Italien ihr die Chance für einen Neuanfang gibt. Bei ihrer Ankunft in Rom trifft Kristin auf den Einheimischen Lorenzo und dessen Tante Esmeralda. Kristin fühlt sich zu Lorenzo hingezogen und gibt ihm ihre Nummer, bevor sie von Biancas Partnern, Dante und Aldo, abgeholt wird und zur Beerdigung gefahren wird. Durch einen plötzlich ausbrechenden Schusswechsel kommt die Beerdigung zu einem abrupten Ende. Aldo und Dante folgen Biancas Anweisungen und bringen Kristin in Sicherheit.
Bei der Lesung des Testaments enthüllt Bianca, dass sie in Wirklichkeit die Consigliere der Familie Balbano ist, einem mächtigen Zweig der Mafia. Kristin erfährt, dass ihr Großvater der Boss der Familie war. Und dass er es zwar nicht gutheißt, dass sein Sohn ein Kind mit einer Amerikanerin hat, aber die Tradition ehren und Kristin zu seiner Nachfolgerin machen will. Kristin wird hysterisch und möchte gehen, aber Bianca beruhigt sie, und sie wird überredet, die Rolle zu übernehmen.
Kristins erste Tat als Boss ist ein Treffen mit Don Carlo, dem Boss der rivalisierenden Romano-Familie, um einen Streit zwischen den beiden Familien  zu schlichten. Carlo gelingt es, Kristin zu verführen und sie in sein Hotelzimmer zu locken, wo er ihr eine Dosis Gift in den Limoncello gibt. Kristin vertauscht die beiden Gläser, weil sie das Glas mit weniger Limoncello möchte, und Don Carlo trinkt damit sein eigenes Gift und erstickt. Die Romanos befördern Carlos Cousin Mammone zu seinem Nachfolger. Kristin trifft sich am nächsten Tag mit Lorenzo und die beiden kommen sich näher, jedoch muss sie abends für eine Zoom-Konferenz mit ihrem Chef in ihre Villa zurück. Diese Videokonferenz wird durch einen von Don Mammone geschickten Auftragskiller unterbrochen. Es gelingt Kristin, ihn mit dem Absatz ihrer High Heels zu erstechen. Sie wird von ihren Chefs, die von dem Auftragskiller nichts mitbekommen haben aber unzufrieden mit Kristins Produkt-Pitch sind, entlassen.
Die verzweifelte Kristin geht zurück zu Lorenzos Haus und sie schlafen miteinander. Am nächsten Tag trifft sie sich mit Don Mammone, der sich bereit erklärt, auf weitere Racheakte gegen sie zu verzichten und den Frieden zwischen ihren Familien wiederherzustellen. Kristin akzeptiert schließlich ihre Situation und beginnt, sich aktiver in die Familie einzubringen, während sie auch mehr Zeit mit Lorenzo verbringt. Ihre Beziehung wird auf die Probe gestellt, als ihr Mann Paul plötzlich in Italien auftaucht und behauptet, er sei pleite und brauche ihre Hilfe. Kristin lehnt dies ab und schickt ihn weg. Da sie die Beziehung mit Lorenzo vertiefen möchte, entscheidet sie sich, sich aus der Mafia zurückzuziehen.
Kristin arrangiert ein Treffen mit den Romanos, um bekannt zu geben, dass sie sich aus der Mafia zurückzieht und ihre Rolle als Boss an Bianca abgibt. Don Mammone ist wütend, und es kommt zu einer bewaffneten Auseinandersetzung, bevor Polizeibeamte unter der Führung von Lorenzo und Esmeralda (die insgeheim verdeckte Ermittler sind) den Treffpunkt stürmen und alle in Gewahrsam nehmen. Kristin beauftragt Jenny, sie vor Gericht zu vertreten. Da viele der Einheimischen vom Wohlstand ihrer Familie profitiert haben, sagen sie zu ihren Gunsten aus. Sie wird von allen Vorwürfen freigesprochen.
Bianca wird scheinbar ermordet, und Kristin findet sowohl ihren Mann als auch ihren Sohn in der Gewalt von Fabrizio, der sich als Verräter im Bunde mit den Romanos entpuppt. Er ist im Begriff, Kristin zu ermorden, als Bianca ihn überrascht und Kristin ihn in eine Traubenpresse in den Tod stürzen lässt. Sie schickt seinen Finger als Warnung an Don Mammone.

## Produktion und Veröffentlichung
Die Vorproduktion von Mafia Mamma begann im Jahr 2021, die Dreharbeiten in Rom fanden im Mai 2022 statt. Der Film wurde am 14. April 2023 in den USA von Bleecker Street in die Kinos gebracht. Kinostart in Deutschland war ebenfalls am 14. April 2023. Der Film wurde am 2. Mai 2023 digital und am 6. Juni auf DVD und Blu-ray veröffentlicht.